# リース・フリジェシュ

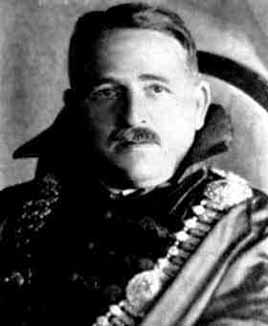
リース・フリジェシュ

リース・フリジェシュ(Riesz Frigyes , 1880年1月22日-1956年2月28日)は、関数解析学を専門としたハンガリーの数学者。オーストリア・ハンガリー帝国ジェールに生まれ、ハンガリーブダペストに死す。リース・マルツェルは弟。

## 著作
- 『関数解析学 上』ナジーとの共著、絹川正吉・清原岑夫 訳、共立出版、1973年。NDLJP:12622932。
- 『関数解析学 下』ナジーとの共著、絹川正吉・清原岑夫 訳、共立出版、1974年。NDLJP:12622923。